# Pareuxoa flavicosta
Pareuxoa flavicosta là một loài bướm đêm thuộc họ Noctuidae. Nó được tìm thấy ở Puerto Natales, Tres Puentes, Temuco và Termas de Río Blanco ở Chile và Neuquén, Chapelco và San Martín de los Andes ở Argentina.
Sải cánh dài khoảng 35 mm. Con trưởng thành bay từ tháng 1 đến tháng 4.